# Greta Bradman
Greta Bradman (Adelaide, 1975) è un soprano e cantante australiana.

## Biografia
Nel 2014 Greta Bradman è stata scelta da Richard Bonynge come protagonista dell'opera teatrale Rodelinda. Nel 2015 My Hero è entrato nella ARIA Albums Chart alla numero 11 ed è partita in una breve tournée in Australia con David Hobson, Teddy Tahu Rhodes e Lisa McCune. In seguito, è diventata conduttrice per la ABC Classical FM e ha preso parte alla produzione teatrale di Gale Edwards de La bohème. L'anno successivo ha chiuso i XXI Giochi del Commonwealth cantando Eliza's Aria, mentre Home, album realizzato con la Adelaide Symphony Orchestra e il direttore d'orchestra Luke Dollman, ha raggiunto la  30ª posizione in madrepatria, venendo candidato ad un ARIA Music Award.

## Discografia

### Album in studio
- 2010 – Forest of Dreams – Classical Lullabies to Get Lost In
- 2011 – Grace
- 2015 – My Hero
- 2018 – Home (con la Adelaide Symphony Orchestra)